# Marcel Pouvanaa Oopa
Marcel Pouvanaa Marcantoni dit Mate Oopa, né le 21 avril 1917 à Fare, en Polynésie française et décédé le 14 juillet 1961, est un ancien député français, représentant de la Polynésie française. Ancien combattant volontaire de la Seconde Guerre mondiale, il est le premier fils de Pouvanaa Oopa et de Pauline Marcantoni dite Mamoe. Il est élu le 26 juin 1960, lors d'une élection partielle en remplacement de son père Pouvanaa Oopa devenu inéligible (son mandat a débuté le 20 juillet 1960). Il meurt en cours de mandat et est remplacé par John Teariki. Charpentier de profession, il s'inscrit au groupe parlementaire des Républicains populaires et centre démocratique.

## Référence bibliographique
- Bruno Saura, Pouvanaa a Oopa, Père de la culture politique tahitienne : biographie, Papeete, Au vent des îles, 1998. - 475 p. [ (ISBN 2-909790-62-2)].
Texte bilingue Tahitien/Français ; traduction en tahitien de Valérie Godrait. Contient le Journal des années de guerre de Pouvanaa a Oopa. Bibliographie p. 469–471